# Рочињ
Рочињ (словен. Ročinj, итал. Ronzina) је насељено место у општини Канал об Сочи, Горишка регија, Словенија.

## Историја
До територијалне реорганизације у Словенији био је у саставу старе општине Нова Горица.

## Становништво
У попису становништва из 2011. године, Рочињ је имао 324 становника.
| Број становника према пописима | Број становника према пописима | Број становника према пописима |
| ------------------------------ | ------------------------------ | ------------------------------ |
| 1991                           | 2002                           | 2011                           |
| 346                            | 329                            | 324                            |